# 中央光眼虫
中央光眼虫（学名：Actinomma medianum）为星球虫科光眼虫属的动物。分布于印度洋、南极海以及中国东海等海域。